# John Taylor (pilot)
John Taylor (n. 23 martie 1933, Leicester - d. 8 septembrie 1966, Koblenz, Germania) a fost un pilot englez de Formula 1 care a evoluat în Campionatul Mondial în 1964 și 1966.